# Ryggmärgsnerv

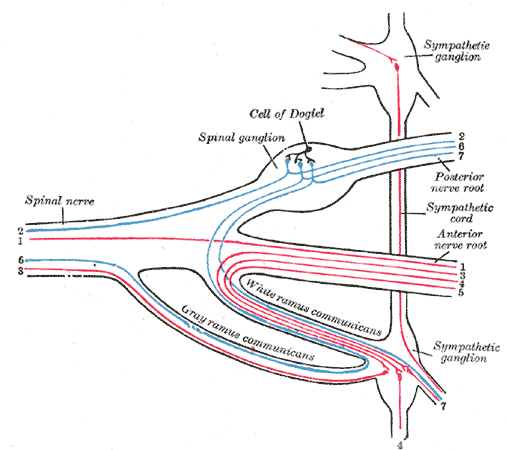
Schematiskt transversalsnitt genom en typisk spinalnerv. I den främre nervroten visas somatiska (1) och sympatiska (3, 4 ,5) efferenta fibrer i rött och i den bakre nervroten somatiska (2) och sympatiska (6, 7) afferenta fibrer i blått.
Illustration: Gray's Anatomy, 1918. (PD)

Ryggmärgsnerv, spinalnerv (latin: nervus spinalis, pl. nervi spinales, nn. spinales) är, i människans kropp, de totalt 31 par nerver som bildas genom de nervrötter som leder ut ur eller in i ryggmärgen. 
Ryggmärgsnerverna fördelar sig mellan ryggradens (columna vertebralis) olika delar enligt följande:
- 8 Cervikalnerver (C1–C8)
- 12 Thorakalnerver (T1–T12)
- 5 Lumbalnerv (L1–L5)
- 5 Sakralnerver (S1–S5)
- 1 coccygealnerver (Co1–Co2)

Den första, översta cervikalnerven lämnar ryggmärgen ovanför den första cervikalkotan, den andra cervikalnerven ovanför den andra cervikalkotan etc. Den åttonde och sista cervikalnerven tittar fram under den sjunde och sista cervikalkotan vilket får betydelse för numreringen av de underliggande ryggmärgsnerverna. Den första thorakalnerven lämnar således ryggmärgen under den första thorakalkotan.